# دائرة طالب العربي
دائرة الطالب العربي هي إحدى دوائر ولاية الوادي الجزائرية.